# Heather Johnston
Heather Johnston es una deportista canadiense que compitió en natación sincronizada. Ganó una medalla de plata en el Campeonato Mundial de Natación de 1991, en la prueba de equipo.

## Palmarés internacional
| Campeonato Mundial | Campeonato Mundial | Campeonato Mundial | Campeonato Mundial |
| Año                | Lugar              | Medalla            | Prueba             |
| ------------------ | ------------------ | ------------------ | ------------------ |
| 1991               | Perth (Australia)  | Medalla de plata   | Equipo             |